# Kurt Seibt
Pour les articles homonymes, voir Seibt.
Kurt Max Karl Seibt (né le 13 février 1908 à Rixdorf, mort le 21 juin 2002 à Zeuthen) est un homme politique est-allemand.

## Biographie
Seibt est le fils d'un tailleur de verre. Il effectue trois semestres du soir à l'École technique supérieure de génie civil et suit une formation de presseur de métaux à Berlin-Oberschöneweide de 1922 à 1926. De 1926 à 1933, il travaille comme chef de chantier et tailleur de pierre.
Il rejoint la Jeunesse ouvrière socialiste en 1922, la Ligue des jeunes communistes d'Allemagne (KJVD) en 1924 et la Fédération allemande des travailleurs de la métallurgie (DMV). De 1924 à 1926, il est responsable de la jeunesse de la section de la DMV de Berlin, de 1927 à 1930 premier secrétaire du sous-district de la KJVD de Berlin-Kreuzberg, de 1930 à 1931 responsable de la jeunesse de la Kampfgemeinschaft für Rote Sporteinheit (de) du Brandebourg et membre de la direction du district de la KJVD.
Il est en 1932 membre du KPD et de la direction du district de Berlin-Brandebourg. De 1934 à 1939, il est machiniste et régisseur au Deutsches Theater de Berlin et membre de la direction illégale du KPD à Berlin-Bohnsdorf sous la direction de Willi Gall (de). Il est arrêté le 8 décembre 1939 et condamné à la prison à vie par la Volksgerichtshof en 1941 pour « destruction de la force militaire allemande et préparation à la haute trahison ». Il est détenu à la prison de Brandebourg jusqu'en 1945.
De la fin de la Seconde Guerre mondiale à 1946, Seibt est premier secrétaire de la direction du district de Brandebourg et membre de la direction du Land de Brandebourg du KPD, ainsi que président du bureau d'organisation du Land des coopératives de consommation. De 1946 à 1952, il est secrétaire de la direction du SED dans le Land de Brandebourg et de 1946 à 1948, il est président du conseil de surveillance de l'association des consommateurs de Brandebourg. De 1952 à 1964, il est premier secrétaire de la direction du district du SED à Potsdam, s'arrêtant pour ses études à l'école du parti du PCUS à Moscou (1956-1957). Il est également candidat à partir de 1950 et membre du Comité central du SED de 1954 à 1989. Il est membre de la Chambre du peuple de 1953 à 1989 et également président de la commission de vérification des élections entre 1954 et 1963.
Du 3 juin 1964 au 22 décembre 1965, Seibt est ministre de l'orientation et du contrôle des conseils des districts et des arrondissements et membre du Présidium du Conseil des ministres, en 1966-1967, il est brièvement secrétaire du Comité des combattants de la résistance antifasciste. De 1967 à 1989, il succède à Fritz Gäbler (de) comme président de la Commission centrale de révision du SED et de 1976 à 1989 en même temps en tant que président du Comité de solidarité de la RDA.